# 프셰미수 1세

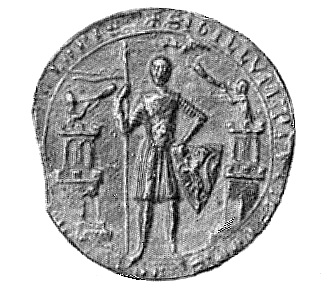
프셰미수 1세

프셰미수 1세(폴란드어: Przemysł I, 1220년 6월 5일/1221년 6월 4일 ~ 1257년 6월 4일)는 비엘코폴스카 공작이었으며 브와디스와프 오도니츠의 아들이자 미에슈코 3세의 증손이다.

## 같이 보기
- 피아스트 왕조
- 폴란드의 군주 목록